# متسامور
متسامور (بالإنجليزية: Metsamor)‏ هي municipality of Armenia تقع في أرمينيا في محافظة آرماوير. يقدر عدد سكانها بـ 10,300 نسمة ومساحتها 4 كم2 .